# Пятунино (Костромская область)
Пятунино — деревня в составе Шангского сельского поселения Шарьинского района Костромской области России.

## География
Расположена на автодороге Урень — Шарья — Никольск — Котлас Р157, в месте впадения в реку Ветлуга речки Жуковки.

## История
Согласно Спискам населенных мест Российской империи в 1872 году деревня относилась к 3 стану Ветлужского уезда Костромской губернии. В ней числилось 10 дворов, проживало 30 мужчин и 36 женщин.
Согласно переписи населения 1897 года в деревне проживало 106 человек (45 мужчин и 61 женщина).
Согласно Списку населенных мест Костромской губернии в 1907 году деревня относилась к Шангско-Городищенской волости Ветлужского уезда Костромской губернии. По сведениям волостного правления за 1907 год в деревне числилось 25 крестьянских дворов и 142 жителя. В деревне имелся овчинный завод. Основным занятием жителей деревни был лесной промысел.

## Население
| 2008 | 2010 | 2014 |
| ---- | ---- | ---- |
| 18   | ↗20  | →20  |